# 司馬黎
司馬黎（？—311年），西晋宗室，司马懿四弟司马馗曾孙，高密文献王司马泰之孙，南阳王司马模之子。
司马泰的侄子范阳王司馬虓为司徒。永兴三年（306年）司馬虓暴卒，时年三十七岁。无子，以司马黎为嗣，袭封范阳王（治今河北省涿州市）。司马黎随司马模就国，永嘉五年（311年）八月，汉赵平西赵染、安西刘雅率骑二万攻南阳王司马模于长安，刘聪派其子刘粲、其侄刘曜率大军在后。赵染在潼关败晋军，将军吕毅阵亡。汉军至下邽，司馬模降赵染。赵染送司馬模给刘粲，刘粲杀害司马模及其子司马黎，送卫将军梁芬、司马模长史鲁繇、兼散骑常侍杜骜、辛谧及北宫纯等至平阳。
| 前任： 司马虓 | 晋朝范阳王 307年－311年 | 繼任： 国除 |